# Leucoma infranigricosta
Leucoma infranigricosta är en fjärilsart som beskrevs av Barend J. Lempke 1959. Leucoma infranigricosta ingår i släktet Leucoma och familjen tofsspinnare. Inga underarter finns listade i Catalogue of Life.